# Crypthelia insolita
Crypthelia insolita är en nässeldjursart som beskrevs av Stephen D. Cairns 1986. Crypthelia insolita ingår i släktet Crypthelia och familjen Stylasteridae. Inga underarter finns listade i Catalogue of Life.